# 水野明佳
水野 明佳（みずの さやか、1987年10月14日 - ）は、日本の女性タレントモデラー、モデル。クリエイター集団「クリエイティブORIHUS」のメンバーで、主に広告塔の役割を担当。自身で発案したプラモデル企画「Sweet Memory」が SNS上で注目を集め、知名度を上げる。元アイドル。

## 人物
- 趣味は買い物、料理。
- お気に入りの映画は『ローマの休日』。

## 経歴
18歳で上京し、専門学校で美容の勉強をしながら芸能界へ進む。
2010年
- 美容部員をしながらアイドルグループのメンバーとして活動。

2012年
- 個人活動をしたくなり、グループを抜けると同時にアイドル活動も休止。

2014年
- 地元の福島でタレントとして活動を始めたが、具体的に何をすれば良いか分からず困っている時に、マネージャーが目の前でガンプラを制作している姿を見て自分もチャレンジする。意外と楽しいと思い始めた矢先、マネージャーから「せっかくだから自分のオリジナルのプラモ企画考えてみたら？」と言われ、大好きなスイーツをテーマにした企画「Sweet Memory」、化粧をテーマにした「Cosmetic Fantasìa」、ゆるい動物をテーマにした「ゆる丸きどうせんし」を考案し、プラモデルの勉強を始める。

2015年
- マネージャーが立ち上げたクリエイター集団「クリエイティブORIHUS(オリフス)」に所属。同チームのオリジナル企画「ファッションTwitterマガジン『.you(ドットユー)』」のメインモデルとしても活動開始。プラモデル作品も意欲的にSNSにアップする。

2018年
- 「Sweet Memory」をガンダムと掛け合わせたことでSNSで注目を集め、ヨドバシカメラマルチメディアさいたま新都心駅前店と郡山店に作品を展示。郡山店とはコラボでYouTube番組『さや作さん』を企画し店舗で動画を流す[1]。

2019年
- 当初の思惑以上に「Sweet Memory」の反響が大きく、関東からの誘いや活動が多くなり再び上京。ヨドバシカメラマルチメディア新宿西口本店、Akiba店、横浜店、梅田店、京都店、ヤマシロヤにて作品展示の拡大。11月よりヨドバシカメラ新宿西口本店×ガイアノーツコラボ企画「夕方5時プラ」にゲストで参加し、その後正式メンバーとして加入。

2020年
- ヨドバシカメラマルチメディア吉祥寺店、町田店、上野店で作品展示。4月よりガンダムフォワードで連載がスタート[2]。

2021年
- 4月、ヨドバシカメラマルチメディア甲府店オープンに合わせ作品展示[3]。
- 6月、おもちゃのバンビ本郷店(富山県富山市)にて作品展示。20日にはボークス秋葉原ホビー天国2のグランドオープンの際に、ガイアノーツ実演イベントに参加[4]。
- 7月、ヤマシロヤにて32体の作品を展示する「SWEETS FAIR」開催[5]。
- 10月、痛車・ラッピング専門店じおくりえいとYOUTUBE番組「じおくりえいとちゃんねる」マスコット轟來夢ちゃんで、声優初挑戦[6]。
- 11月末、「IPMS JAPAN モデラーズセレブレーション2021」司会を務める[7]。

2022年
- 5月、「ヨドバシ新宿西口ホビーショー2022 ジオラマ＆プラモデル制作 店頭デモンストレーション(夕方5時プラ)」実演参加。

。 「第60回静岡ホビーショー」ガイアノーツブースにて実演参加。装甲騎兵ボトムズ模型展示会『装甲騎兵祭～ARMORED FEST～』MAX渡辺と野本憲一によるトークライブ「ボトーク」聞き手、進行役。
- 6月、YouTube番組『さや作さん』再スタート[11]。
- 8月、アニプラカフェ工房NT-BASE(大阪日本橋)[12]、Joshin三宮１ばん館スーパーキッズランド(兵庫県神戸市)、Joshinスーパーキッズランド本店(大阪日本橋)[13]にて3日連続実演イベント参加。
- 10月、第60回全日本ホビーショー ガイアノーツブースにて実演&コスプレ[14]/GSIクレオスブースにて作品展示[15]。
- 11月、ビックカメラ千葉駅前店オープンに合わせ作品展示[16]。ガンダムフォワードVol.9『ガンダムアパレルコレクション』にてファッションメーカーSTRICT-G「機動戦士ガンダム 水星の魔女」アイテムのモデルとして起用される[17]。「Sweet Memory」の派生で以前より製作していた野菜ロボ作品も正式に「GREEN GLEAM」というタイトルで企画スタート[18]。

2023年
- 1月、「釣りフェスティバル2023」コピックブースにてルアープラモ塗装実演＆作品展示[19]。
- 2月、「ワンダーフェスティバル2023WINTER」秋葉原工作室体験コーナーにて、師匠であるマスクド13と共に塗装イベント参加。スミレヤブースでルアープラモ作品展示＆(有)オリジンブースで腕時計作品展示[20]。キャビコ5周年イベント「おかげさまです。キャビコです」でナビゲーターを担当[21]。
- 5月、「第61回静岡ホビーショー」ガイアノーツブースにてマスクド13と共にゲストにスーパー・ササダンゴ・マシンとNAOKIを迎え実演参加[22]＆月刊モデルグラフィックス『FF外から失礼します。ガイアノーツです。』内で紹介[23]＆プロデュース塗料「Foun Dolce.(ファンドルチェ)」限定販売[24]。コトブキヤ「ティタノマキア」シリーズスタートおよびSIDE:EXOSKELETON第一弾「ゲイルハウンド」受注記念「30人のゲイルハウンド展 」作品展示[25]。明神くるーむFACTORYにて作品展示[26]。
- 6月、ヨドバシカメラマルチメディア仙台店のリニューアルオープンに合わせ作品展示[27]。にいがたホビーフェスタ2023にガイアノーツブースで参加[28]。
- 7月、「ワンダーフェスティバル2023SUMMER」ガイアノーツブース、秋葉原工作室体験コーナーにて塗装イベント参加[29]。
- 8月、「ヨドバシAkiba 限定夏休み企画 塗装実演会」参加[30]。
- 9-10月、「第61回全日本模型ホビーショー」ガイアノーツブースにてマスクド13と共にゲストに池田秀一[31]、スーパー・ササダンゴ・マシンとNAOKIを迎え実演参加＆ガンダムエース『シャア専用雑記』内で紹介[32]。
- 11月、TSUTAYA三島店のリニューアルオープンに合わせ展開された、プラモLABO内にて作品展示[33]。「ヨドバシAkiba 秋のホビー祭り」参加[34]。塗装の師匠であったマスクド13と正式に師弟関係解消を発表[35]。
- 12月、TSUTAYA三島店 プラモLABOにて、プラモデル制作イベント「プラモでパティシエ」開催[36]。

2024年
- 2月、「ヨドプラ」スタート。モデラ―のがっとねろと共に実演[37]。
- 5月、「第62回静岡ホビーショー」にて模型倶楽部六等星で作品展示[38]。
- 8月、WACCA池袋にて、親子参加型イベント「水野明佳（みずのさやか）先生と夏の自由研究 メルヘンお菓子水族館をつくろう」に講師として参加[39]。
- 10月、「第62回全日本模型ホビーショー」GSIクレオスブースにてアクリジョン塗装実演。[40]。海洋堂ブースにて作品展示[41]。
- 12月、釣りビジョンVOD公認サポーターに就任。[42]

2025年
- 3月、BOOKOFF福岡博多口店で作品展示[43]。

## 出演・実績

### 雑誌
- ガンダムフォワード『水野明佳のモビルスウィーツ紹介所 Side Sweets』連載（2020年4月〜、月刊ホビージャパン）
- ガンダムホビーライフ019作品掲載（2021年9月、KADOKAWA）
- 月刊モデルグラフィックス464号『FF外から失礼します。ガイアノーツです。』内で紹介（2023年5月25日、大日本絵画）
- ガンダムエース2023年12月号 No,256『シャア専用雑記』（2023年11月26日、角川書店）

### モデル
- 「ファッションTwitterマガジン『.you(ドットユー)』」メインモデル(2016年10月〜、クリエイティブORIHUS)
- ガンダムフォワードVol.9『ガンダムアパレルコレクション』ファッションメーカーSTRICT-G「機動戦士ガンダム 水星の魔女」アイテムモデル(2022年11月、月刊ホビージャパン)

### 作品展示
- ヨドバシカメラマルチメディアさいたま新都心駅前店(2018年〜)
- ヨドバシカメラマルチメディア郡山店(2018年〜2019年)
- ヨドバシカメラ新宿西口本店(2019年〜)
- ヨドバシカメラマルチメディアAkiba店(2019年〜)
- ヨドバシカメラマルチメディア横浜店(2019年〜)
- ヨドバシカメラマルチメディア梅田店(2019年〜)
- ヨドバシカメラマルチメディア京都店(2019年〜)
- ヤマシロヤ(2019年〜2024年)
- ヨドバシカメラマルチメディア吉祥寺店(2020年〜)
- ヨドバシカメラマルチメディア町田店(2020年〜)
- ヨドバシカメラマルチメディア上野店(2020年〜)
- ヨドバシカメラマルチメディア甲府店(2021年〜)
- おもちゃのバンビ本郷店(2021年〜)
- アニプラカフェ工房NT-BASE(2022年〜)
- Joshin三宮1ばん館(2022年〜)[44]
- ビックカメラ千葉駅前店(2022年〜)
- 明神下くるーむFACTORY(2023年〜)
- ヨドバシカメラマルチメディア仙台店(2023年〜)
- 世界堂新宿本店(2023年)[45]
- TSUTAYA三島店(2023年〜)
- BOOKOFF福岡博多口店(2025年〜)

### 参加イベント
- ヨドバシカメラ新宿西口本店×ガイアノーツコラボ企画「夕方5時プラ」(2019年11月〜、ヨドバシカメラ新宿西口本店)
- ヨドバシカメラマルチメディアAkiba店 GSIクレオス ガンダムマーカーエアブラシシステムイベント(2019年11月、ヨドバシカメラマルチメディアAkiba店)
- ミニチュアアート展2019東京 GSIクレオスブース参加(2019年12月、銀座フェニックスプラザ2F)
- ワンダーフェスティバル2020 x-worksブース参加(2020年2月、幕張メッセ国際展示場)
- ボークス秋葉原ホビー天国2オープン ガイアノーツイベント参加 (2021年6月、ボークス秋葉原ホビー天国2)
- IPMS JAPAN モデラーズセレブレーション2021、司会(2021年11月、横浜みなとみらいワールドポーターズ)
- ヨドバシ新宿西口ホビーショー2022 夕方5時プラ ジオラマ＆プラモデル制作 店頭デモンストレーション(2022年5月、ヨドバシカメラ新宿西口本店)
- 第60回静岡ホビーショー ガイアノーツブースにて実演&コスプレ(2022年5月、ツインメッセ静岡)
- ボトムズ模型展示会『装甲騎兵祭～ARMORED FEST～』MAX渡辺と野本憲一によるトークライブ「ボトーク」聞き手、進行役。(2022年5月、大田区産業プラザPiO)
- アニプラカフェ工房NT-BASE日本橋 メーカー直伝ガイアノーツ塗装講習会実演講師(2022年8月、大阪日本橋)
- Joshin三宮１ばん館スーパーキッズランド実演イベント(2022年8月、兵庫県神戸市)
- Joshinスーパーキッズランド本店実演イベント (2022年8月、大阪日本橋)
- 第60回全日本模型ホビーショー ガイアノーツブースにて実演&コスプレ/GSIクレオスブースにて作品展示(2022年10月、東京ビッグサイト)
- 「釣りフェスティバル2023」コピックブースにてルアープラモ塗装実演＆作品展示(2023年1月、パシフィコ横浜)
- 「ワンダーフェスティバル2023WINTER」秋葉原工作室体験コーナーにて塗装イベント参加。スミレヤブースでルアープラモ作品展示＆(有)オリジンブースで腕時計作品展示(2023年2月、幕張メッセ)
- キャビコ5周年イベント『おかげさまです。キャビコです』ナビゲーター(2023年2月、アーツ千代田3331)
- 第61回静岡ホビーショー ガイアノーツブースにて実演＆プロデュース塗料「Foun Dolce.(ファンドルチェ)」限定販売/GSIクレオスブースにて作品展示(2023年5月、ツインメッセ静岡)
- コトブキヤ「ティタノマキア」シリーズスタートおよびSIDE:EXOSKELETON第一弾「ゲイルハウンド」受注記念「30人のゲイルハウンド展 」作品展示(2023年5月、コトブキヤベース・アキバ)
- にいがたホビーフェスタ2023 ガイアノーツブース参加(2023年6月、ホビーロード)
- 「ワンダーフェスティバル2023SUMEER」ガイアノーツブース参加、秋葉原工作室体験コーナーにて塗装イベント参加(2023年7月、幕張メッセ)
- 「ヨドバシAkiba 限定夏休み企画 塗装実演会」参加(2023年8月、ヨドバシカメラ秋葉原店)
- 第61回全日本模型ホビーショー ガイアノーツブースにて実演(2023年9-10月、東京ビッグサイト)
- 「ヨドバシAkiba 秋のホビー祭り」参加(2023年11月、ヨドバシカメラ秋葉原店)
- 「水野明佳プラモデル制作イベント プラモでパティシエ」開催(2023年12月、TSUTAYA三島店 プラモLABO)
- 「ヨドプラ」参加(2024年2月〜、ヨドバシカメラ新宿西口本店)
- 第62回静岡ホビーショー」にて模型倶楽部六等星で作品展示(2024年5月、ツインメッセ静岡)
- 水野明佳（みずのさやか）先生と夏の自由研究 メルヘンお菓子水族館をつくろう(2024年8月、WACCA池袋)
- 第62回全日本模型ホビーショー GSIクレオスブースにて実演＆海洋堂ブースにて作品展示(2024年10月、東京ビッグサイト)

### タイアップ
- YOUTUBE動画「じおくりえいとちゃんねる」マスコット轟来夢※声優（2021年10月〜、痛車・ラッピング専門店じおくりえと）
- プロデュース塗料「Foun Dolce.(ファンドルチェ)」販売(2023年5月〜、ガイアノーツ)
- 釣りビジョンVOD公認サポーター就任。「2024年12月～、釣りビジョン」

### ネットニュース
- [46]ねとらぼ紹介(2021年3月)
- [47]おたくま経済新聞紹介(2021年3月)
- [48]ORICON NEWS オリコンニュース紹介(2022年2月)
- [49]電撃ホビーウェブ(2022年5月)
- [50]ホビージャパンWeb※プロデュース塗料「Foun Dolce.」紹介(2023年5月)
- [51]電撃ホビーウェブ※プロデュース塗料「Foun Dolce.」紹介(2023年5月)
- [52]ホビージャパンWeb(2023年5月)
- [53]ねとらぼ紹介(2023年6月)